# Rasmus Horn Langhoff
Rasmus Horn Langhoff (født 8. oktober 1980 i Slagelse) er en dansk politiker som siden valget den 15. september 2011 har været medlem af Folketinget, valgt for Socialdemokraterne. Rasmus Horn Langhoff er næstformand for Folketingets Udenrigsudvalg og Socialdemokraternes sundhedsordfører. Han sidder i følgende folketingsudvalg: Forsvarsudvalget, Grønlandsudvalget, Indfødsretsudvalget, Ligestillingsudvalget, Sundheds- og Ældreudvalget, Uddannelses- og Forskningsudvalget, Udlændinge- og Integrationsudvalget, Udvalget for Landdistrikter og Øer, Udvalget vedrørende Det Etiske Råd. Desuden er han stedfortræder i Dansk Interparlamentarisk Gruppes bestyrelse og Nordisk Råd.
Rasmus Horn Langhoff er valgt til Folketinget i Sjællands Storkreds, fra Kalundborg-Odsherredkredsen, hvor han har været socialdemokratisk folketingskandidat siden den 13. november 2006.
Ved folketingsvalget i 2007 fik Rasmus Horn Langhoff 3177 personlige stemmer og blev ikke valgt til Folketinget. Men i 2011 opnåede han ved valget 5410 personlige stemmer og sikrede sig dermed et af de socialdemokratiske folketingsmandater i Sjællands Storkreds.
Rasmus Horn Langhoff er født og opvokset i Slagelse, med familiemæssige rødder i Kirke Helsinge. Han er søn af Mogens Langhoff og Jytte Horn, begge folkeskolelærere. Han har desuden to storebrødre, Søren Horn og Thomas Horn, begge med aktiv baggrund i Danmarks Socialdemokratiske Ungdom (DSU) og Socialdemokratiet. Rasmus Horn Langhoff har gået i folkeskole på Marievangsskolen i Slagelse, blev matematisk student på Slagelse Gymnasium og er uddannet cand.mag. i historie fra Københavns Universitet. 
I 1994 meldte Rasmus Horn Langhoff sig ind i DSU Slagelse. Han blev formand for samme lokalafdeling i 1996, formand for DSU Vestsjællands Amt i 1997, blev ansat som rejsesekretær i DSU i 2001 og endeligt valgt på DSUs kongres til DSUs forretningsudvalg (2002-2004). Den 13. november 2006 blev han valgt som socialdemokratisk folketingskandidat i Kalundborg-Odsherred, efter en urafstemning blandt partiets medlemmer. Siden 2007 har Rasmus Horn Langhoff været børneambassadør for DUI-LEG og VIRKE, indstillet af DUI Høng og DUI Slagelse.
Sideløbende med studierne har Rasmus Horn Langhoff arbejdet som studentermedhjælper for Socialdemokraterne på Christiansborg. Han har i perioden 2008-2009 arbejdet fuldtid hos forlaget Clio Online med salg og markedsføring, og fra 2009 og frem til valget i 2011 var han organisationskonsulent hos Landsforbundet DUI-LEG og VIRKE.
Rasmus Horn Langhoff blev i valgkampen i 2011 kendt for at ride på en kamel.